# Rosteig
Rosteig est une commune française située dans la circonscription administrative du Bas-Rhin et, depuis le 1er janvier 2021, dans le territoire de la Collectivité européenne d'Alsace, en région Grand Est.
Cette commune se trouve dans la région historique et culturelle d'Alsace. Elle fait partie du parc naturel régional des Vosges du Nord. Ce village montagnard est aussi surnommé « d'klän Schweiz » (la petite Suisse).

## Géographie
La commune est à 4,0 km de Wingen-sur-Moder, 4,7 de Puberg et 5,2 de Volksbers.
Linguistiquement, Rosteig se situe dans la zone du francique rhénan.

### Communes limitrophes
| Volksberg | Soucht et Meisenthal (Moselle) |                  |
|           | Rosteig                        |                  |
| Puberg    | Zittersheim                    | Wingen-sur-Moder |

### Écarts et lieux-dits
- Johannesberg.

### Géologie et relief
La commune se compose de 34,38 hectares de territoires artificialisés (4,47 %), 382,86 hectares de territoires agricoles (49,79 %) et 351,42 hectares de forêts et milieux semi-naturels (45,70 %).
Espaces naturels :
- Trois espaces protégés hors Natura 2000 :

Réserve de Biosphère, zone tampon,
Réserve de Biosphère, zone de transition,
Parc naturel régional.
- Un espace protégé Natura 2000 :

La Moder et ses affluents,
- Une zone naturelle d'intérêt écologique, faunistique et floristique (Znieff)

Cours amont de la Moder et de ses affluents.

### Sismicité
Commune située dans une zone 3 de sismicité modérée.

### Hydrographie et les eaux souterraines
Hydrogéologie et climatologie : Système d’information pour la gestion des eaux souterraines du bassin Rhin-Meuse :
Territoire communal : Occupation du sol (Corinne Land Cover); Cours d'eau (BD Carthage),
Géologie : Carte géologique; Coupes géologiques et techniques,
 Hydrogéologie : Masses d'eau souterraine; BD Lisa; Cartes piézométriques.

#### Réseau hydrographique
La commune est dans le bassin versant du Rhin au sein du bassin Rhin-Meuse. Elle est drainée par le ruisseau de Rosteig et le ruisseau le Falkelthalbachel,.

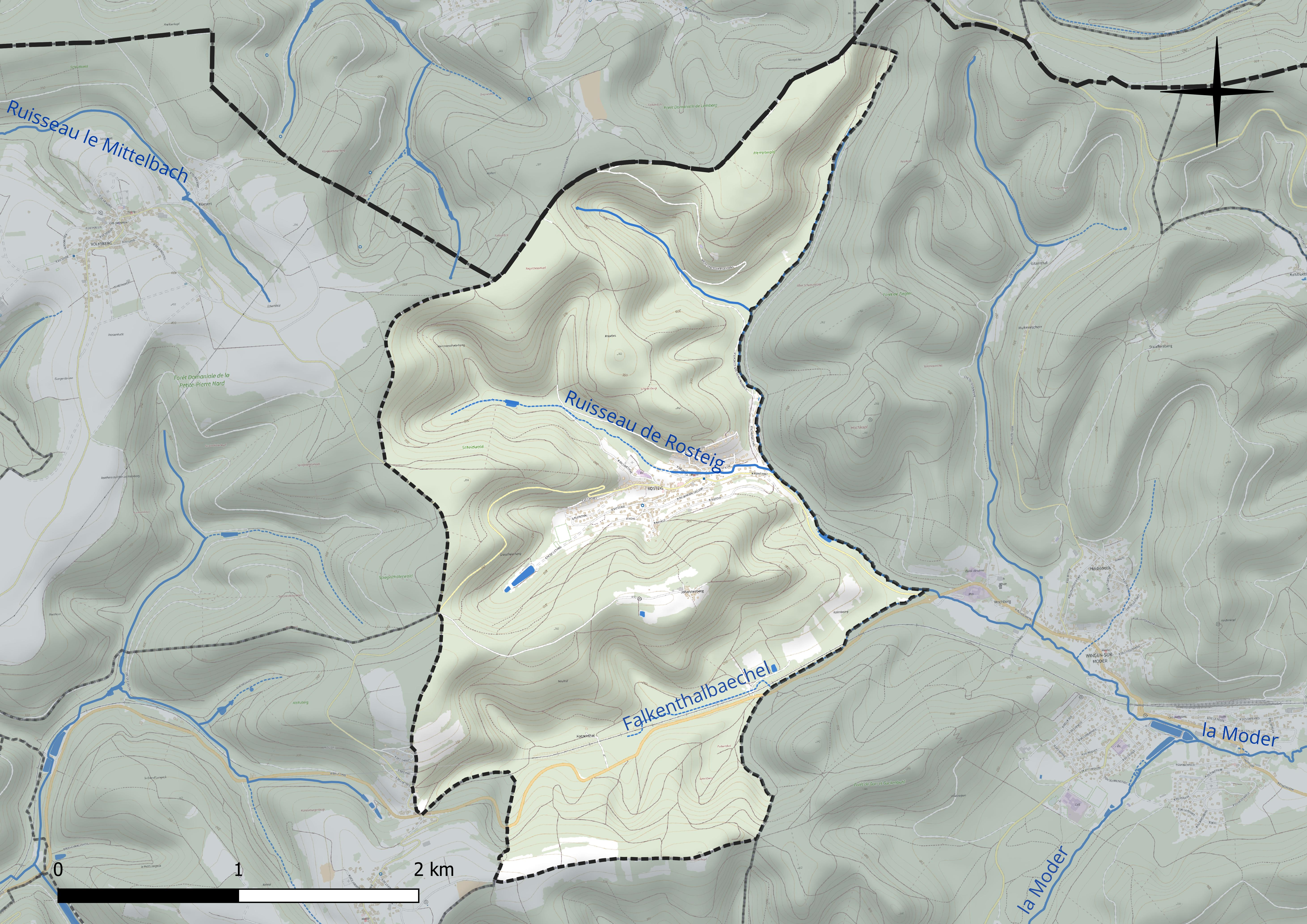
Réseau hydrographique de Rosteig.

#### Gestion et qualité des eaux
Le territoire communal est couvert par le schéma d'aménagement et de gestion des eaux (SAGE) « Moder ». Ce document de planification concerne le bassin versant de la Moder dont le territoire s'étend sur 1 720 km2. Le périmètre a été arrêté le 25 janvier 2006. La commission locale de l'eau a été créée le 12 juillet 2007, puis modifiée le 14 décembre 2021. La structure porteuse de l'élaboration et de la mise en œuvre est le Syndicat des eaux et de l’assainissement Alsace-Moselle (SDEA). 
La qualité des cours d’eau peut être consultée sur un site dédié géré par les agences de l’eau et l’Agence française pour la biodiversité.

### Climat
Pour des articles plus généraux, voir Climat du Grand Est et Climat du Bas-Rhin.
En 2010, le climat de la commune est de type climat des marges montargnardes, selon une étude du Centre national de la recherche scientifique s'appuyant sur une série de données couvrant la période 1971-2000. En 2020, Météo-France publie une typologie des climats de la France métropolitaine dans laquelle la commune est exposée à un climat semi-continental et est dans la région climatique  Vosges, caractérisée par une pluviométrie très élevée (1 500 à 2 000 mm/an) en toutes saisons et un hiver rude (moins de 1 °C). 
Pour la période 1971-2000, la température annuelle moyenne est de 9,9 °C, avec une amplitude thermique annuelle de 17,1 °C. Le cumul annuel moyen de précipitations est de 960 mm, avec 12,4 jours de précipitations en janvier et 10,3 jours en juillet. Pour la période 1991-2020, la température moyenne annuelle observée sur la station météorologique de Météo-France la plus proche, « Berg », sur la commune de Berg à 14 km à vol d'oiseau, est de 10,4 °C et le cumul annuel moyen de précipitations est de 801,8 mm. 
La température maximale relevée sur cette station est de 37,4 °C, atteinte le 25 juillet 2019 ; la température minimale est de −16,8 °C, atteinte le 7 février 2012,,. 
Les paramètres climatiques de la commune ont été estimés pour le milieu du siècle (2041-2070) selon différents scénarios d'émission de gaz à effet de serre à partir des nouvelles projections climatiques de référence DRIAS-2020. Ils sont consultables sur un site dédié publié par Météo-France en novembre 2022.

### Voies de communications et transports

#### Voies routières
- Autoroute A4 (France)|Autoroute A4 : Échangeurs Sarre-Union, Saverne, Phalsbourg.

#### Transports en commun

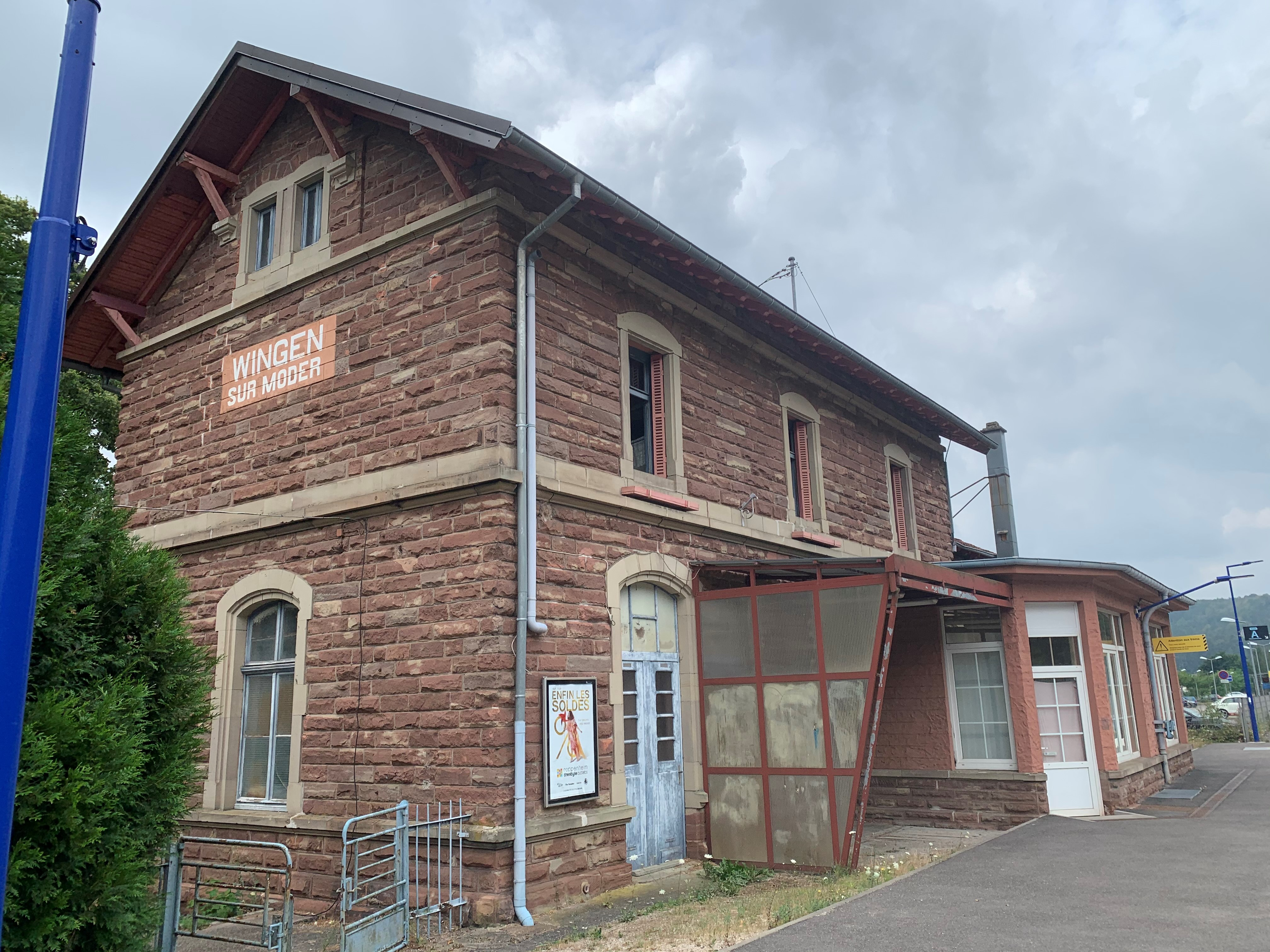
La gare de Wingen-sur-Moder.

- Fluo Grand Est.
- Transports en Alsace.

#### Lignes SNCF
- Gare de Wingen-sur-Moder.
- Gare de Tieffenbach - Struth.
- Gare de Diemeringen.
- Gare d'Ingwiller.
- Gare de Bitche.

## Urbanisme

### Typologie
Au 1er janvier 2024, Rosteig est catégorisée commune rurale à habitat dispersé, selon la nouvelle grille communale de densité à sept niveaux définie par l'Insee en 2022.
Elle est située hors unité urbaine et hors attraction des villes,.

### Occupation des sols
L'occupation des sols de la commune, telle qu'elle ressort de la base de données européenne d’occupation biophysique des sols Corine Land Cover (CLC), est marquée par l'importance des territoires agricoles (49,6 % en 2018), en augmentation par rapport à 1990 (4,8 %). La répartition détaillée en 2018 est la suivante : terres arables (46,8 %), forêts (46 %), zones urbanisées (4,4 %), zones agricoles hétérogènes (2,8 %). L'évolution de l’occupation des sols de la commune et de ses infrastructures peut être observée sur les différentes représentations cartographiques du territoire : la carte de Cassini (XVIIIe siècle), la carte d'état-major (1820-1866) et les cartes ou photos aériennes de l'IGN pour la période actuelle (1950 à aujourd'hui).

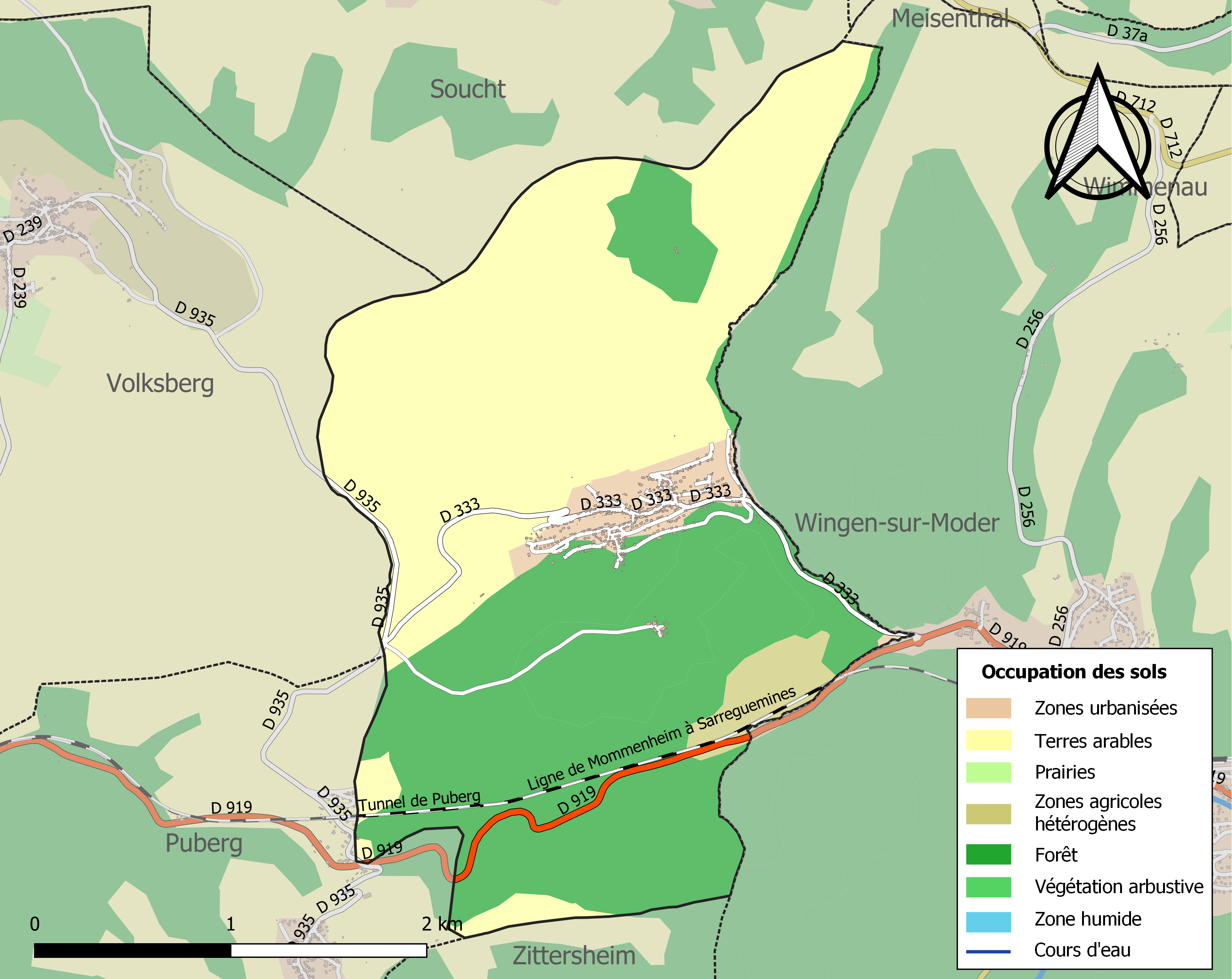
Carte des infrastructures et de l'occupation des sols de la commune en 2018 (CLC).

## Toponymie
- Probablement du germanique rot, « rouge » + steig, « chemin escarpé, sentier ».
- Rostey en 1519 et en 1793[24].
- Rostai[25] et Roschtai en francique rhénan.

## Histoire
Une verrerie existait à Rosteig, dans les années 1650.
La première église catholique de Rosteig était provisoirement installée après la révolution dans une ferme réaménagée. La communauté protestante se rendait à Wimmenau. L'église actuelle de la Nativité de Marie a été achevée en 1898 et, après des réparations en 1926 et 1947, Jean-Georges Koenig reconstruisit en 1954 l'orgue dans le sens de la mode "néo-baroque".
Le 28 juillet 1989 un engin de chantier de chantier perfore un oléoduc à Rosteig

## Politique et administration
| Période                                  | Période                     | Identité                                       | Étiquette | Qualité                           |
| ---------------------------------------- | --------------------------- | ---------------------------------------------- | --------- | --------------------------------- |
| Les données manquantes sont à compléter. |                             |                                                |           |                                   |
| mars 2001                                | mars 2008                   | Charles Schwenk                                |           |                                   |
| mars 2008                                | En cours (au 1er juin 2020) | Jean-Luc Rinié, Réélu pour le mandat 2020-2026 | DVD       | Ancienne profession intermédiaire |

### Budget et fiscalité 2023
En 2023, le budget de la commune était constitué ainsi :
- total des produits de fonctionnement : 373 000 €, soit 720 € par habitant ;
- total des charges de fonctionnement : 328 000 €, soit 634 € par habitant ;
- total des ressources d'investissement : 24 000 €, soit 477 € par habitant ;
- total des emplois d'investissement : 205 000 €, soit 396 € par habitant ;
- endettement : 0 €, soit 0 € par habitant.

Avec les taux de fiscalité suivants :
- taxe d'habitation : 11,34 % ;
- taxe foncière sur les propriétés bâties : 25,86 % ;
- taxe foncière sur les propriétés non bâties : 7,17 % ;
- taxe additionnelle à la taxe foncière sur les propriétés non bâties : 0,00 % ;
- cotisation foncière des entreprises : 0,00 %.

Chiffres clés Revenus et pauvreté des ménages en 2021 : médiane en 2021 du revenu disponible, par unité de consommation : 21 830 €.

## Économie

### Entreprises et commerces

#### Tourisme
- Hébergements et restauration à Wingen-sur-Moder, Meisenthal, Wimmenau, Petersbach.

#### Commerces
- Commerces et services de proximité[34].

## Population et société

### Démographie

#### Évolution démographique
L'évolution du nombre d'habitants est connue à travers les recensements de la population effectués dans la commune depuis 1793. Pour les communes de moins de 10 000 habitants, une enquête de recensement portant sur toute la population est réalisée tous les cinq ans, les populations de référence des années intermédiaires étant quant à elles estimées par interpolation ou extrapolation. Pour la commune, le premier recensement exhaustif entrant dans le cadre du nouveau dispositif a été réalisé en 2006.

En 2022, la commune comptait 471 habitants, en évolution de −13,58 % par rapport à 2016 (Bas-Rhin : +3,17 %, France hors Mayotte : +2,11 %).
| 1793 | 1800 | 1806 | 1821 | 1831 | 1836 | 1841 | 1846 | 1851 |
| ---- | ---- | ---- | ---- | ---- | ---- | ---- | ---- | ---- |
| 296  | 252  | 311  | 327  | 487  | 571  | 610  | 631  | 656  |

| 1856 | 1861 | 1866 | 1871 | 1875 | 1880 | 1885 | 1890 | 1895 |
| ---- | ---- | ---- | ---- | ---- | ---- | ---- | ---- | ---- |
| 657  | 686  | 688  | 707  | 718  | 696  | 664  | 667  | 898  |

| 1900 | 1905 | 1910 | 1921 | 1926 | 1931 | 1936 | 1946 | 1954 |
| ---- | ---- | ---- | ---- | ---- | ---- | ---- | ---- | ---- |
| 724  | 744  | 789  | 725  | 760  | 736  | 786  | 806  | 729  |

| 1962 | 1968 | 1975 | 1982 | 1990 | 1999 | 2006 | 2011 | 2016 |
| ---- | ---- | ---- | ---- | ---- | ---- | ---- | ---- | ---- |
| 717  | 677  | 672  | 621  | 616  | 566  | 569  | 593  | 545  |

| 2021 | 2022 | - | - | - | - | - | - | - |
| ---- | ---- | - | - | - | - | - | - | - |
| 488  | 471  | - | - | - | - | - | - | - |

### Enseignement
Établissements d'enseignements :
- Écoles maternelle et primaire.
- Collèges à Wingen-sur-Moder, Lemberg, Diemeringen, Ingwiller, Drulingen.
- Lycées à Bitche, Bouxwiller, Éguelshardt.

### Santé
Professionnels et établissements de santé :
- Médecins à Wingen-sur-Moder, Soucht, Wimmenau, Montbronn, La Petite-Pierre.
- Pharmacies à Wingen-sur-Moder, Goetzenbruck, Montbronn, La Petite-Pierre.
- Hôpitaux à Ingwiller, Bitche, Sarre-Union, Phalsbourg.

### Cultes
- Culte catholique, Communauté de paroisses aux sources de la Moder[40].
- Culte protestant, Paroisse de Volksberg (Puberg, Rosteig)[41].

## Culture locale et patrimoine

### Lieux et monuments

#### Galerie

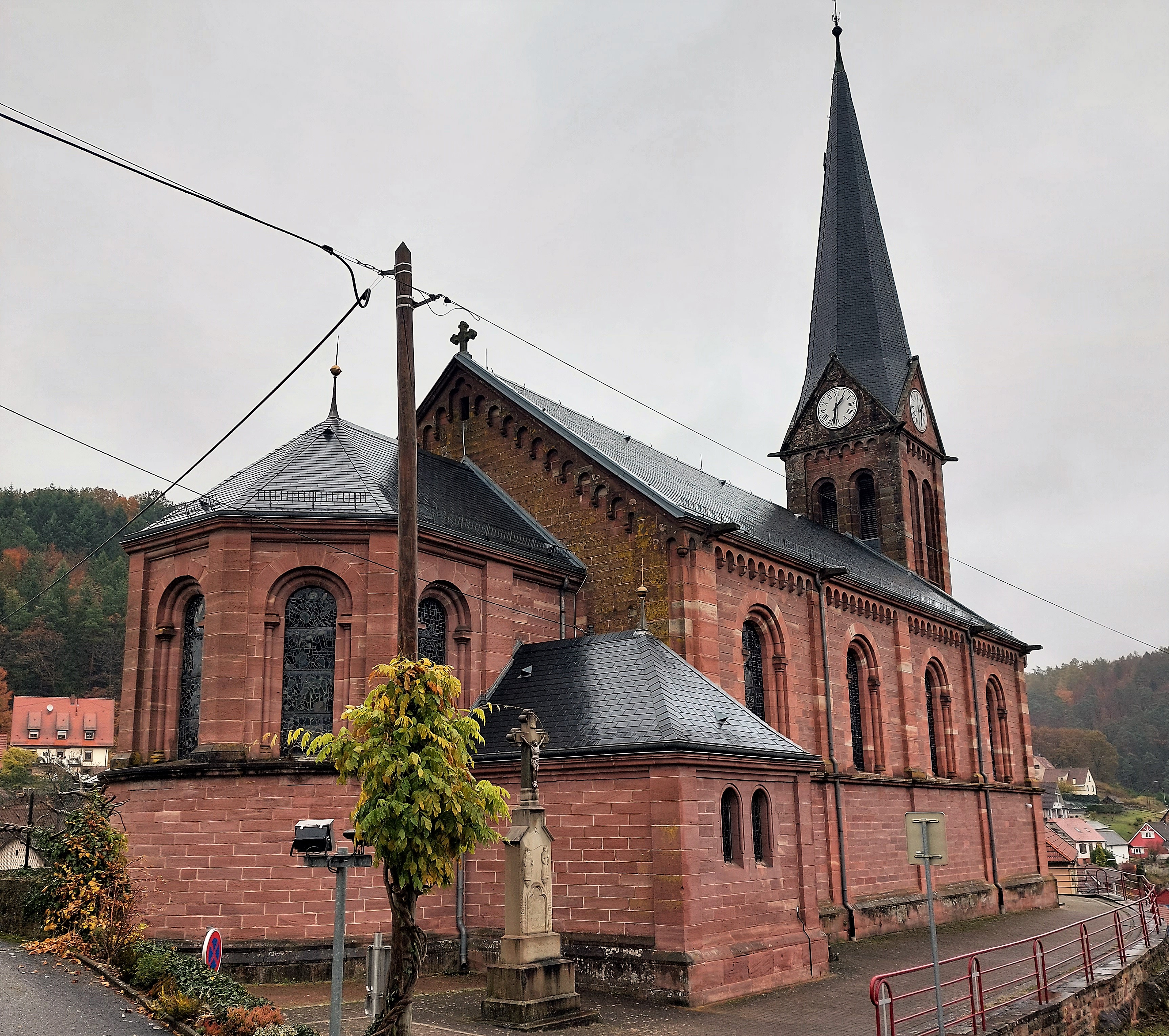
Église Notre-Dame-de-la-Nativité.
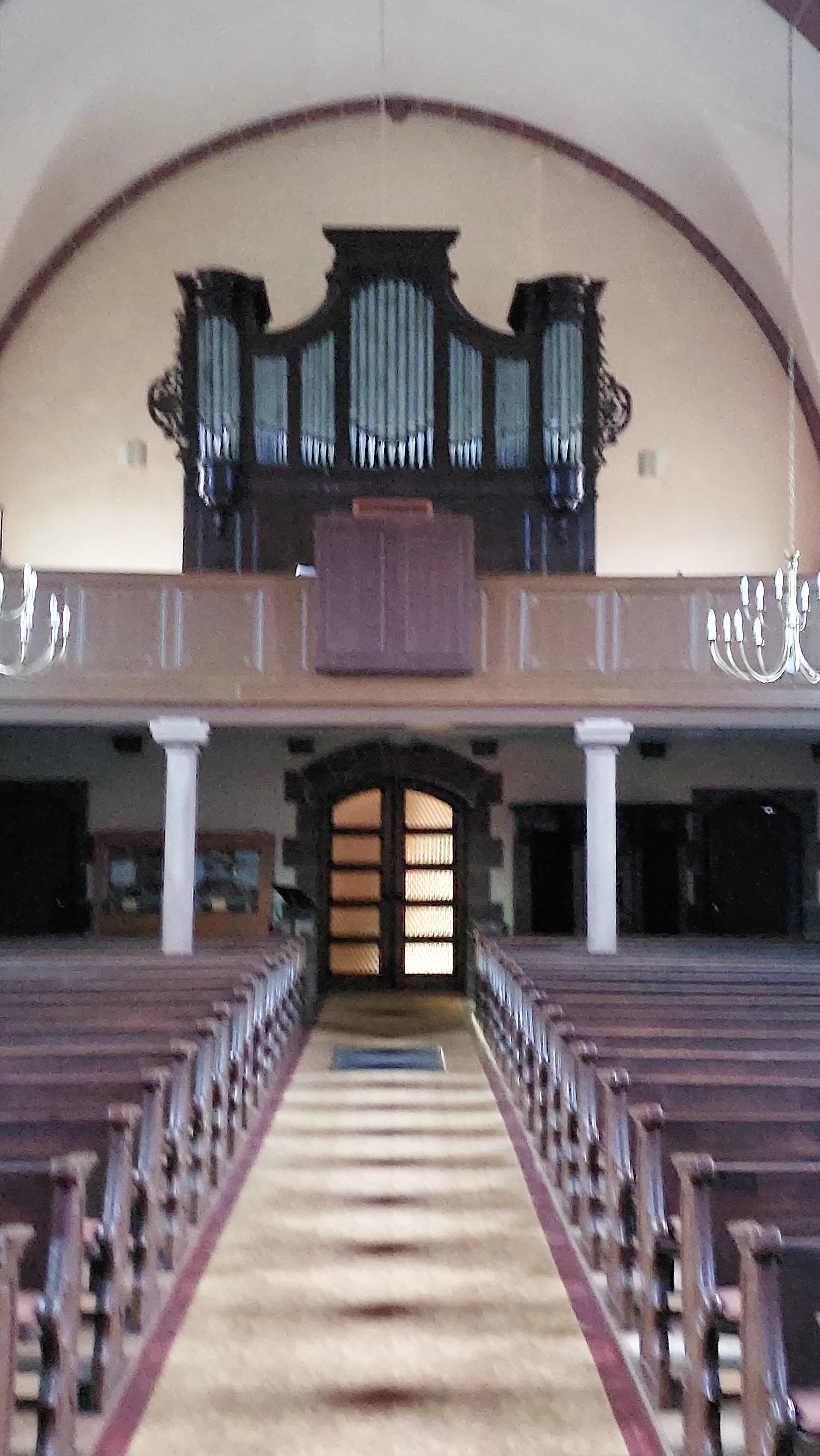
L'orgue de l'église Notre-Dame-de-la-Nativité.
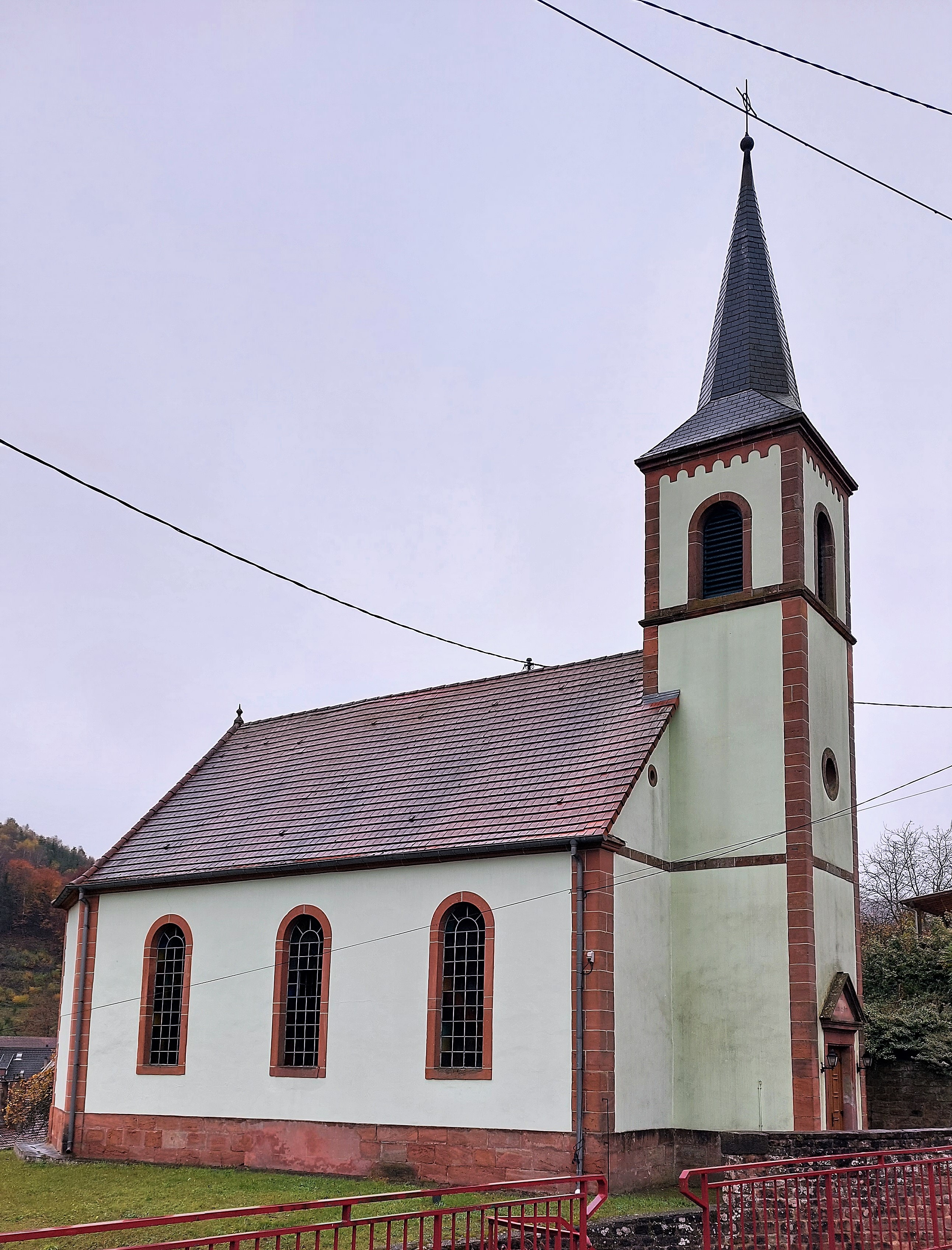
Église protestante.
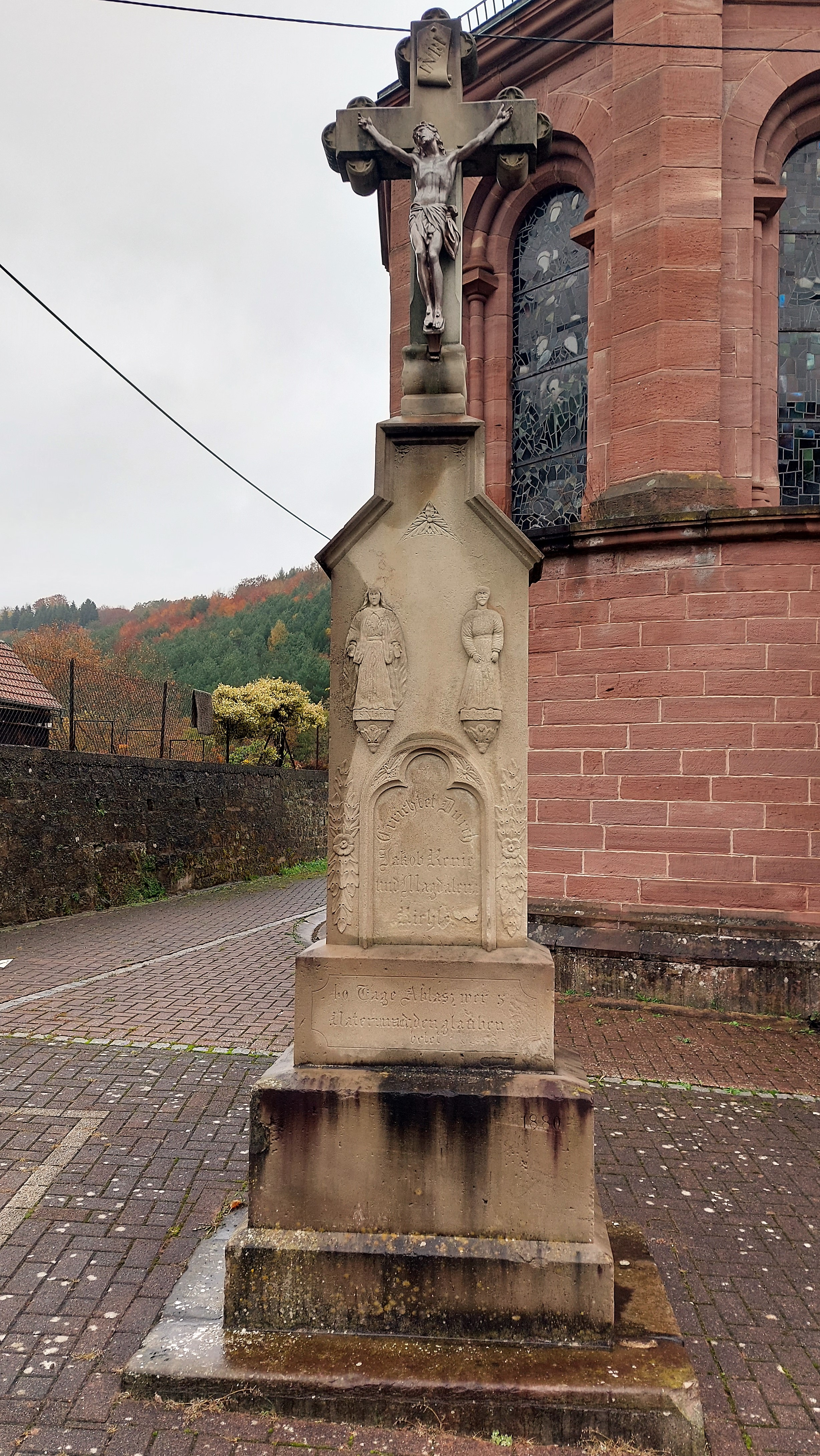
Calvaire.
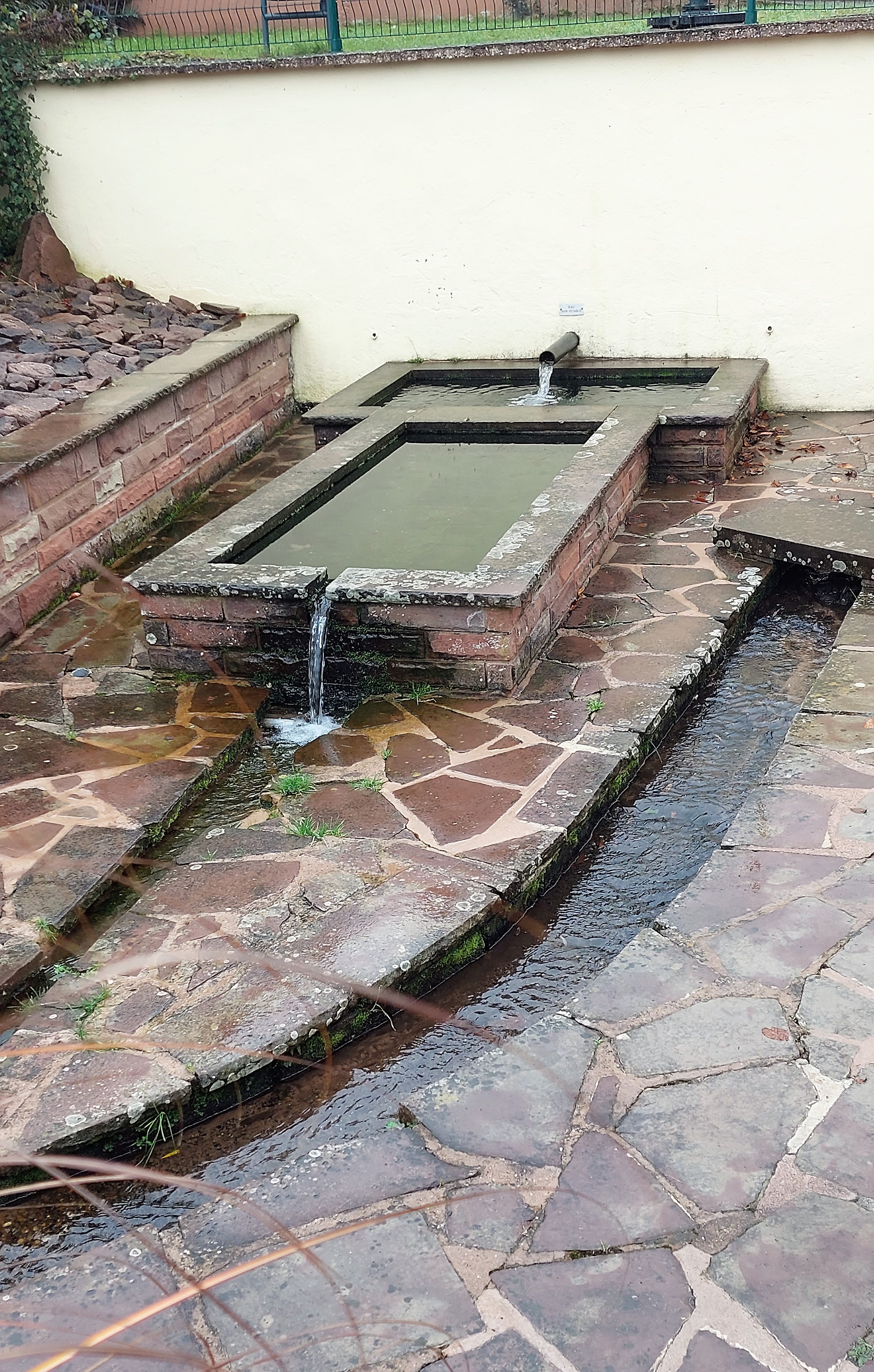
Fontaine.
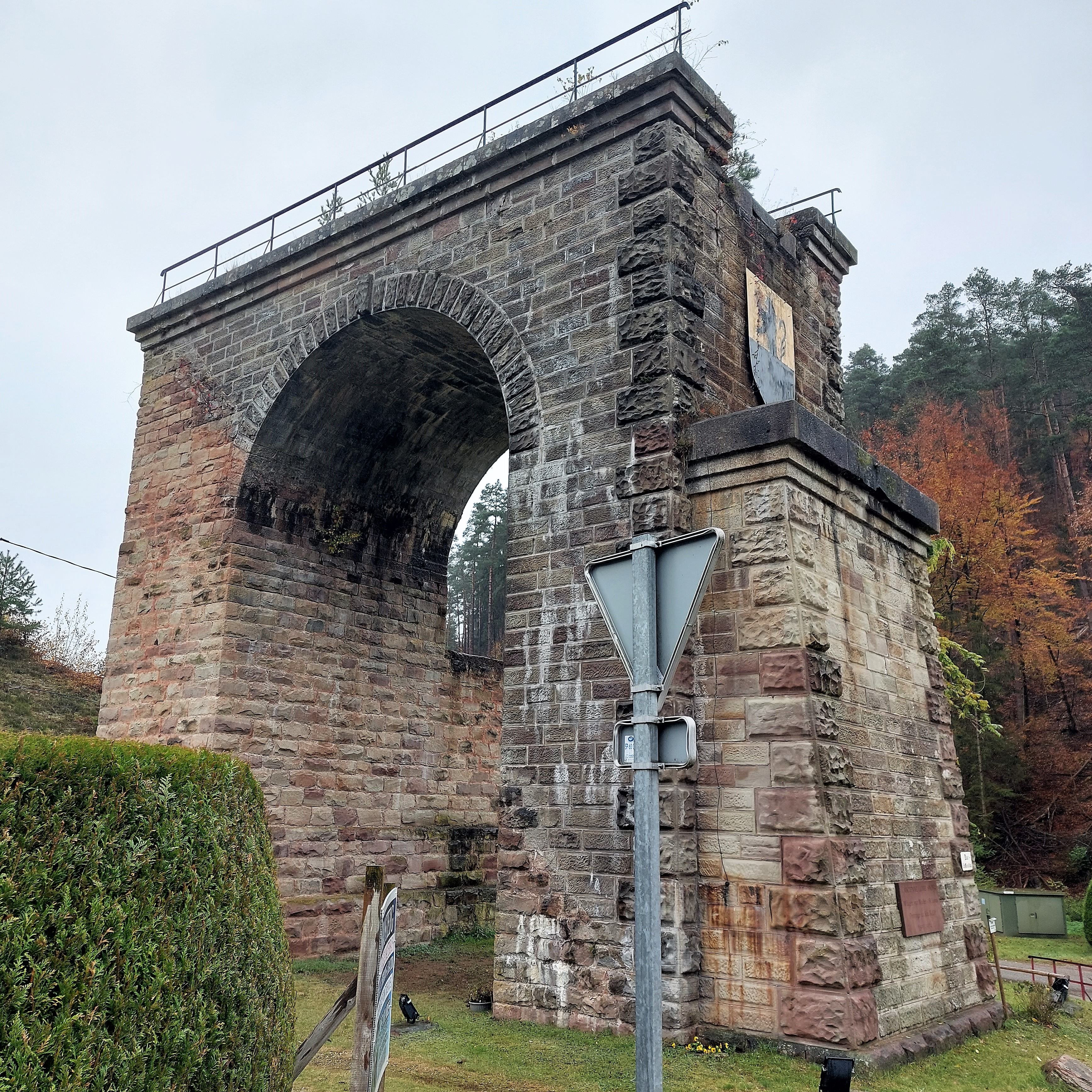
Ancien viaduc ferroviaire.

- Église Notre-Dame-de-la-Nativité[42].

Orgue.
Statue vêtue Vierge à l'Enfant.
Le mobilier de l'église paroissiale.
- Presbytère catholique[46].
- Église protestante de 1877[47],[48].

Le mobilier de l'église de protestants.
- Croix monumentale[50].
- Dreipeterstein, site mégalithique:

Site mégalithique,.
- Monument aux morts[53] : Conflits commémorés : Guerres 1914-1918 - 1939-1945.
- Cimetière[54].
- Ancien viaduc ferroviaire.
- Patrimoine architectural rural recensé par le service régional de l'Inventaire général du patrimoine culturel :

Maisons et fermes,,,,,,,,,,.

### Personnalités liées à la commune
- Jean-Adam Stenger (1684-1737). Entrepreneur de la verrerie du Kahlenberg à Rosteig, Jean-Adam Stenger fonde en 1715 la verrerie du Hochberg[66],[67],[68],[69],[70],[71].

### Héraldique
| Blason de Rosteig | Blason  | Coupé : au premier d'or au lion issant de sable couronné du même, lampassé de gueules, au second de sable plain. |
| Blason de Rosteig | Détails | |

### Documentaire
- Le documentaire « Und ewig lockt der Gugelhupf - Von Elsässern und anderen Leuten »[73], réalisé en 2004, dévoile un an de vie du village.